# پایگاه هوایی لوسک
پایگاه هوایی لوسک (به انگلیسی: Lutsk (air base)) یک فرودگاه نظامی است که یک باند فرود بتن دارد و طول باند آن ۲۵۰۰ متر است. این فرودگاه در شهر لوتسک کشور اوکراین قرار دارد و در ارتفاع ۱۹۵ متری از سطح دریا واقع شده است.